# Лучано Павароти
Лучано Павароти (итал. Luciano Pavarotti; Модена, 12. октобар 1935 — Модена, 6. септембар 2007) био je италијански оперски певач. Сматран је за једног од значајнијих тенора 20. века. Павароти је био познат и по свом хуманитарном раду. Добитник је медаље од Високе комисије Уједињених нација за избеглице.

## Биографија
Потиче из музичке породице. Пре него што је почео да се бави музиком, бавио се педагогијом и желео је да буде учитељ. То је и радио пуне две године на Scuola delle Magistrale. 1956. је одлучио да постане певач и почео је да узима часове певања код Арига Поле у Модени, а касније и код Етора Кампољанија у Мантови. Дебитовао је 1961. у Ређо Емилији и почео да побеђује на интернационалним музичким такмичењима. Први јавни наступ ван Италије је имао у Београду. Након тога уследили су позиви различитих италијанских, холандских (Амстердам) као и других оперских кућа (Беч, Цирих). Године 1965, је радио у САД и Аустралији са Џоан Сатерленд. Годину после - дебитовао је и у миланској скали. Уследили су ангажмани у Барселони, Паризу, Лондону и Њујорку. Године 1981, је основао у Филаделфији такмичење младих певача и од тада је почео да смањује број својих наступа на бини. То није важило и за телевизијске наступе - чак напротив, број концерата на телевизији се повећао. У току светског фудбалског првенства 1990, са Хосеом Карерасом и Пласидом Домингом формирао је певачки трио три тенора. Лучанове певачке партнерке су, осим Џоун Садерланд, биле и Монсерат Кабаје, Илеана Котрубаш, Кири Те Канава и Мирела Френи. Деби као режисер Павароти је имао 1988. у венецијанској опери (Фавориткиња Гаетана Доницетија). Лучано Павароти је 21. маја 2005. године одржао концерт у Београду. Павароти је јула 2006. оперисао рак панкреаса. Средином августа 2007. провео је више од две недеље у болници родног града због испитивања и лечења. Одатле је отпуштен 25. августа. Петог септембра му се стање погоршало, док су му бубрези отказали. Павароти је преминуо у рано јутро 6. септембра у 71. години.

### Младост и музичко образовање
Лучано Павароти је рођен 1935. у предграђу Модене у северној Италији, као син Фернанда Паваротија, пекара и тенора аматера, и Аделе Вентури, раднице у фабрици цигара. Иако је с љубављу причао о свом детињству, породица је имала мало новца; њена четири члана била су збијена у двособан стан. Према Паваротију, његов отац је имао добар тенор, али је одбацио могућност певачке каријере због нервозе. Други светски рат је приморао породицу да напусти град 1943. Следеће године су изнајмили једну собу од фармера у суседном селу, где је млади Павароти развио интересовање за пољопривреду.
Поред музике, Павароти је као дете уживао и у фудбалу. Када је дипломирао на Скуола Магистрале био је заинтересован за каријеру професионалног фудбалског голмана, али га је мајка убедила да тренира као наставник. Потом је две године предавао у основној школи, али је коначно одлучио да настави музичку каријеру. Његов отац је, увиђајући ризик који је укључен, само невољно је дао пристанак. Павароти је започео озбиљне студије музике 1954. године са 19 година са Аригом Полом, угледним учитељем и професионалним тенором у Модени, који му је понудио да га подучава без накнаде. Према диригенту Ричарду Бонингу, Павароти никада није научио да чита музику.
Године 1955, доживео је свој први певачки успех када је био члан Корале Росини, мушког хора из Модене у којем је био и његов отац, који је освојио прву награду на Међународном Ајстедфоду у Ланголену у Велсу. Касније је рекао да је то било најважније искуство у његовом животу и да га је инспирисало да постане професионални певач. Отприлике у то време Павароти је први пут срео Адуу Верони. Венчали су се 1961. Када се његов учитељ Ариго Пола преселио у Јапан, Павароти је постао ученик Етора Кампогалијанија, који је у то време предавао и Паваротијевој пријатељици из детињства, Мирели Френи, чија је мајка радила са Лучановом мајком у фабрици цигара. Као и Павароти, Френи је постала успешан оперски певач; они су сарађивали у разним сценским наступима и снимањима.

### Каријера: 1960-е - 1970-е
Павароти је своју каријеру започео као тенор у мањим регионалним италијанским оперским кућама, дебитујући као Родолфо у Ла боему у Театро Муниципалу у Ређо Емилији у априлу 1961. Његов први познати снимак „Че гелида манина“ снимљен је током овог извођења. Паваротијев први од два брака био је са његовом супругом Адуом Верони који је трајао од 1961. до 2000. године и имали су три ћерке: Лоренцу, Кристину и Ђулијану.
Први међународни наступ имао је у Травијати у Београду, Југославија. Врло рано у својој каријери, 23. фебруара 1963, дебитовао је у Бечкој државној опери у истој улози. У марту и априлу 1963. Беч је поново видео Паваротија као Родолфа и Дука ди Мантову у Риголету. Исте године имао је свој први концерт ван Италије када је певао у Дандалку у Ирској за Грамофонско друштво Свете Сесилије. Ангажовао га је Друштво Велике опере Даблина да пева Војводу од Мантове у Вердијевом Риголету у мају и јуну. Томе је следио његов деби у Краљевској оперској кући, где је заменио недоступног Ђузепеа Ди Стефана као Родолфа.
На сајту archive.org постоје три комплетна наступа из ране Паваротијеве каријере 1964. године, када га је Друштво Велике опере у Даблину ангажовало да отпева Рудолфа у Ла боеми Ђакома Пучинија и Алфредо у Травијати Ђузепеа Вердија. Доступне су и рецензије оних представа у којима рецензенти благонаклоно коментаришу његово певање (из критика за „Ла Боем”): „певао слатко и привлачно”, „богато обећање”, „изванредан”, „погодан за велике херојске улоге”, и „робустан”; његов глас: „чист тон“, „привлачан квалитет“, „нефорсирана снага и домет“, „добро одржан“ и „диван”; и његова глума: „добро је изгледао и кретао се“, „певао са музички усмереном интелигенцијом“, „користио је глас да појача своју глуму“ и „главни ужитак вечери.“
Иако су генерално успешне, Паваротијеве ране улоге нису га одмах довеле до славе у којој ће касније уживати. Рани успешни потеу укључио је његову везу са Џоан Сатерленд (и њеним мужем диригентом, Ричардом Бонингом), која је 1963. тражила тенора вишег од ње да поведе са собом на турнеју по Аустралији 1965. године. Са својим заповедничким физичким присуством, Павароти се показао идеалним. Међутим, пре летње аустралијске турнеје 1965. Павароти је певао са Џоан Сатерленд када је дебитовао у Америци са Великом опером у Мајамију у фебруару 1965. певајући у Доницетијевој Лучији ди Ламермор на сцени Мајами-Дејд окружног Аудиторијума у Мајамију. Тенору који је требало да наступи те ноћи позлило је без да је имао замену. Пошто је Сатерленд планирала да путује са њим на турнеју по Аустралији тог лета, препоручила је младог Паваротија пошто је био упознат са том улогом. Убрзо након тога, 28. априла, Павароти је дебитовао у Ла Скали у оживљавању чувене представе Франка Зефирелија Ла боема, са својом другарицом из детињства Мирелом Френи која је певала Мимиј, а дириговао Херберт фон Карајан. Карајан је тражио певачево учешће.
Током турнеје по Аустралији у лето 1965. Сатерленд и Павароти су отпевали четрдесетак наступа током два месеца, а Павароти је касније приписао Сатерлендовој заслуге за технику дисања која га је одржала током каријере. Након продужене турнеје по Аустралији, вратио се у Ла Скалу, где је свом репертоару 26. марта 1966. додао Тебалда из I Capuleti e i Montecchi, са Ђакомом Арагалом као Ромеом. Његово прво појављивање у улози Тонија у Доницетијевој La fille du régiment одиграло се у Краљевској опери, Ковент Гарден, 2. јуна те године. Његово извођење ове улоге донело би му титулу „Краља високог Ц”. Он је постигао још један велики тријумф у Риму 20. новембра 1969. када је певао у I Lombardi са Ренатом Ското. Ово је снимљено за приватну издавачку кућу и широко дистрибуирано, као и разни снимци његовог I Capuleti e i Montecchi, обично са Арагалом. Рани комерцијални снимци укључивали су рецитал Доницетија (арија из Дон Себастијана је била посебно цењена) и Вердијеве арије, као и комплетан L'elisir d'amore са Сатерлендовом.
Његов велики пробој у Сједињеним Државама догодио се 17. фебруара 1972. у продукцији La fille du régiment у њујоршкој Метрополитен опери, у којој је довео публику у помаму са својих девет без напора високих Ц у арији која је постала његово обележје. Остварио је рекордних седамнаест завеса. Павароти је отпевао свој међународни рецитални деби на Вилијам Џуел колеџу у Либертију, у држави Мисури, 1. фебруара 1973. године, као део колеџског програма лепих уметности, сада познатог као серија Хариман–Џуел. Знојећи се због живаца и дуготрајне прехладе, тенор је током дебија држао марамицу. Тај реквизит је постао препознатљив део његових соло наступа. Почео је да често наступа на телевизији, почевши од његових наступа као Родолфо (Ла бохеме) у првој емисији Уживо са Мета у марту 1977, која је привукла једну од највећих гледалачких публика икада за телевизијску оперу. За своје наступе освојио је многе Греми награде и платинасте и златне дискове. Поред претходно наведених наслова, истичу се његов La favorite са Фјоренцом Косото и његова I puritani (1975) са Садерлендовом.
Године 1976, Павароти је дебитовао на Салцбуршком фестивалу, наступивши на соло рециталу 31. јула, у пратњи пијанисте Леонеа Магиере. Павароти се вратио на фестивал 1978. са рециталом и као италијански певач у Дер Росенкавалиеру 1983. са Идоменеом, и 1985. и 1988. са соло рециталима. Године 1979. био је профилисан у насловној причи у недељнику Тајм. Исте године се Павароти вратио у Бечку државну оперу након четрнаест година одсуства. Под диригентском палицом Херберта фон Карајана, Павароти је певао Манрика у Ил троваторе. Године 1978. појавио се у соло рециталу у емисији Уживо из Линколн центра.

## Изабрана видеоографија
- Mozart: Idomeneo (1982), Deutsche Grammophon DVD, 00440-073-4234, 2006
- The Metropolitan Opera Centennial Gala (1983), Deutsche Grammophon DVD, 00440-073-4538, 2009
- The Metropolitan Opera Gala 1991, Deutsche Grammophon DVD, 00440-073-4582, 2010